# Ladislav Jegla
Ladislav Jegla (* 6. ledna 1957) je bývalý český fotbalový útočník. Po skončení aktivní kariéry podniká v železářství. Jeho otec Alois Jegla hrál I. ligu v 50. letech, jeho starší bratr Lubomír Jegla hrál v lize v 70. letech za Slavii Praha.

## Fotbalová kariéra
V československé lize hrál za Sigmu Olomouc. Nastoupil ve 27 ligových utkáních a dal 5 gólů.

## Ligová bilance
| Ročník                                   | Zápasy | Góly | Minuty | Klub          |
| ---------------------------------------- | ------ | ---- | ------ | ------------- |
| 1. československá fotbalová liga 1982/83 | 20     | 5    | 1504   | Sigma Olomouc |
| Česká národní fotbalová liga 1983/84     | 5      | 0    | -      | Sigma Olomouc |
| 1. československá fotbalová liga 1984/85 | 7      | 0    | 200    | Sigma Olomouc |
| CELKEM 1. liga                           | 27     | 5    | 1704   |               |